# Жаланаш (Актогайський район)
Жалана́ш (каз. Жалаңаш) — село у складі Актогайського району Карагандинської області Казахстану. Входить до складу Жидебайського сільського округу.
Населення — 201 особа (2021; 215 у 2009, 230 у 1999, 277 у 1989).
Національний склад станом на 1989 рік:
- казахи — 100 %.